# Groupe de NGC 4128
Le groupe de NGC 4128 est un trio de galaxies situé dans la constellation du Dragon. La distance moyenne entre ce groupe et la Voie lactée est d'environ 34,9 Mpc (∼114 millions d'al). 

## Membres
Le tableau ci-dessous liste les trois galaxies du groupe indiquées dans l'article de A.M. Garcia paru en 1993.
| Nom      | Class.    | Type         | α (J2000.0)   | δ (J2000.0) | Vitesse radiale (km/s) | m    | Distance (Mpc) | Diamètre (kal) |
| -------- | --------- | ------------ | ------------- | ----------- | ---------------------- | ---- | -------------- | -------------- |
| NGC 4034 | Scd?      | Spirale      | 12h 01m 29.6s | 69° 19′ 26″ | 2367 ± 8               | 13,5 | 36,2 ± 2,6     | 74             |
| NGC 4120 | SA(rs)cd? | Spirale      | 12h 08m 31.0s | 69° 32′ 41″ | 2247 ± 5               | 13,5 | 34,4 ± 2,4     | 50             |
| NGC 4128 | SA0?      | Lenticulaire | 12h 08m 32.3s | 68° 46′ 03″ | 2231 ± 15              | 12,0 | 34,2 ± 2,4     | 73             |

Le site DeepskyLog permet de trouver aisément les constellations des galaxies mentionnées dans ce tableau ou si elles ne s'y trouvent pas, l'outil du site constellation permet de le faire à l'aide des coordonnées de la galaxie. Sauf indication contraire, les données proviennent du site NASA/IPAC.